# Пушет де Пюже
Пушет де Пюже (пол. Puszet de Puget) — дворянский род.
Высочайше утвержденными 8 Декабря 1854 года и 4 июля 1861 года мнениями Государственного Совета, Константин-Юдит и Леон-Иван Пушет-де-Пюже утверждены с нисходящим законным потомством их в баронском достоинстве (по диплому Польского Короля Августа II от 17 Апреля 1721 года на баронское достоинство резидента Речи Посполитой при Апостолическом Престоле в Риме Якова-Бенедикта Пушета-де-Пюже (1680—1732).

## Описание герба
Щит: четверочастный, со щитком в середине, в красном поле которого опрокинутая золотая стрела, сопровождаемая в вершине двумя и в оконечности одной золотыми звёздами. В 1 и 4 красных полях серебряная пятиконечная звезда; во 2 и 3 золотых — чёрный баран.
Щит увенчан баронской короной, над которой крыло, пронзённое стрелой влево и возникающий лев. Намёт на щите красный и чёрный, подложенный золотом. Щитодержатели: два тигра, обращённые влево.